# Paul Mentré
Paul Mentré, né le 28 juin 1935 à Nancy et mort le 3 janvier 2020 à Paris, est un haut fonctionnaire, économiste, banquier d'affaires et homme politique français.

## Biographie
Paul André Mentré nait le 28 juin 1935 à Nancy ; il est l'un des six enfants de Paul-Octave Mentré (1889-1936), professeur de mathématiques à la Faculté des sciences de Nancy, et de Cécile de Loye (1895-1997), son épouse,.

### Formation
Paul Mentré est polytechnicien (1954), licencié en droit et titulaire d'un DES de sciences économiques, puis élève de l'École nationale d'administration (promotion Alexis de Tocqueville - 1960).

### Carrière dans la fonction publique, l'économie et la banque
Dès 1960, il entre à l'Inspection générale des finances, d'abord comme adjoint, puis inspecteur de 3e classe. Il est chargé de mission puis sous-directeur à la direction générale du Trésor (1965-1973). Il devient directeur du Crédit national (1973-1975). Il est conseiller technique puis directeur adjoint du cabinet du ministre de l'Économie et des Finances Valéry Giscard d'Estaing (1970-1973). Après la campagne présidentielle à laquelle il prend une part active, il est nommé délégué général à l'énergie au ministère de l'Industrie, puis de l'Industrie et de la Recherche auprès de Michel d'Ornano (1975-1978). À ce poste, il est chargé de superviser la réalisation du programme électronucléaire, dit programme Messmer. Il est vice-président de la Commission de l'énergie au commissariat général du Plan et directeur de l'Agence pour les économies d'énergie (1975-1978).
De 1978 à 1981, il est ministre plénipotentiaire conseiller financier auprès des ambassades de France à Washington et au Canada, et administrateur du FMI et de la Banque mondiale. Il est nommé inspecteur général des finances en 1981, retraité à sa demande en 1996.
En 1986-1987, il est conseiller auprès de René Thomas (d), président de la Banque nationale de Paris. Il est ensuite président-directeur général du Crédit national de 1987 à 1990, et président de plusieurs banques : Banque commerciale pour les services, devenue en 1993 banque Saint-Dominique (1987-1994), Banque européenne commerciale et financière (1991-1994), banque Commerciale pour les services de l'industrie et de l'alimentation (1992-1995).
En 1992, il est nommé à la présidence de la SICAV Valréal, créée en 1984 par Paribas, le Groupe Banque Populaire et la Caisse des dépôts et consignations.

### Homme politique
Il s'engage en politique comme membre militant du Parti républicain puis de l'UMP ; conseiller municipal de la mairie de Villers-sur-Mer (1995-2014), président du district Trouville-Deauville du Calvados (1995-2001), il est élu président de la communauté de communes Cœur Côte Fleurie en 2002, où lui succède en 2008 Philippe Augier,.
Il décède à 84 ans, le 3 janvier 2020, à Paris, dans le 16e arrondissement ; ses obsèques ont lieu en la basilique Sainte-Clotilde le 17 janvier 2020 et il est inhumé à Sérignan-du-Comtat.

## Son legs
Selon Christian Stoffaës, Paul Mentré était l'incarnation de l'élitisme et de la technocratie française. Il était aussi un libéral convaincu, admirateur et propagandiste du système économique des États-Unis, de l'économie de marché et de la dérégulation. Il a été un acteur de la création de l'euro grâce à l'action décisive du comité Giscard-Schmidt pour l'Union monétaire de l'Europe (CUME), dont il a été le secrétaire exécutif de 1986 à 1993. Cofondateur et vice-président du Conseil d'analyse économique franco-allemand, il était convaincu de l'importance de la convergence franco-allemande et du legs de Jean Monnet. Paul Mentré aura accompagné la France dans sa trajectoire vers l'économie internationale, le libéralisme économique et l'Europe.

## Mariages et descendance
Paul Mentré est le père de quatre enfants et a été marié trois fois, :
- en 1958 avec Sabine Brundsaux, dont 
  - France Mentré (d) biostatisticienne, professeure cheffe de service hospitalier, chercheuse à l'Inserm[9], chevalière de la Légion d'honneur ;
  - Agnès Mentré (d), banquière d'affaires, mariée à Kenneth M. Jacobs, devenue productrice[10] ;
- en 1976 avec Gaëlle Bretillot (née en 1944), dont 
  - Gilles Mentré (d) (né le 24 novembre 1976), polytechnicien, énarque, haut fonctionnaire, banquier, consultant[11],[12] ;
  - Arnaud Mentré (d) (né en 1979), énarque, haut fonctionnaire, diplomate[13] ;
- en 1992 avec Jehanne Collard (1950-2021), elle-même remariée en 1995 avec le journaliste Jean-François Lacan.

## Publications
- Paul Mentré, Gulliver enchaîné, ou comment déréglementer l'économie, Paris, La Table Ronde, 1982, 171 p. (ISBN 978-2710301080)
- Paul Mentré, L'Amérique et nous : L'insoutenable légèreté du fort, Paris, Dunod, 1989, 191 p. (ISBN 9782040186043)
- Paul Mentré (dir.), Europe-États-Unis : partenaires ou adversaires ?, Paris, Analyse des stratégies industrielles et énergétiques, 1992, 171 p. (ISBN 978-2-9507307-0-1)
- Jean-Pierre Chamoux (dir.) et Paul Mentré, Comprendre l'ASEAN, Paris, Le Communicateur, 1993, 191 p.
- Paul Mentré (dir.), Le nouveau marché pétrolier : D'où vient-on ? Où va-t-on ?, Paris, Rive Droite, 1995, 268 p. (ISBN 978-2-84152-010-7)
- Paul Mentré et Antoine Mérieux, Les institutions d'épargne en Europe et en France : le secteur public et mutualiste, Paris, Association d'économie financière, 2002, 344 p. (ISBN 978-2-911144-65-3)
- Paul Mentré, L'Allemagne et la France face à la crise financière, Paris, Rive Droite, CAEFA, 2009, 180 p. (ISBN 978-2-84152-111-1)
- Paul Mentré, La crise financière : Les fondements de l'analyse franco-allemande, Paris, Rive Droite, CAEFA, 2009, 680 p. (ISBN 978-2-84152-112-8)

De 1982 à 2004, il rédige des articles pour la Revue d'économie financière et la revue Commentaire, portant sur l'économie, ou, en tant que cinéphile passionné, sur le cinéma, ainsi que dans la revue du FMI.

## Distinctions
- Officier de l'ordre national du Mérite[1]
- Officier de la Légion d'honneur[1]